# Az 1998. évi téli olimpia magyarországi résztvevőinek listája
Az 1998. évi téli olimpiai játékokon a magyar csapat tagjaként 8 férfi és 9 női sportoló vett részt. Az olimpia műsorán szereplő tizennégy sportág ill. szakág közül hatban indult magyar versenyző. A magyarországi résztvevők száma az egyes sportágakban ill. szakágakban a következő (zárójelben a magyar indulókkal rendezett versenyszámok száma, kiemelve az egyes oszlopokban előforduló legmagasabb érték, vagy értékek):
| Sportág, szakág    | Helyezések száma | Helyezések száma | Helyezések száma | Helyezések száma | Helyezések száma | Helyezések száma | Olimpiai pont | Magyar résztvevő | Magyar résztvevő | Magyar résztvevő |
| Sportág, szakág    | 1.               | 2.               | 3.               | 4.               | 5.               | 6.               | Olimpiai pont | Férfi            | Nő               | Össz.            |
| Alpesisí (5)       | 0                | 0                | 0                | 0                | 0                | 0                | 0             | 0                | 3                | 3                |
| Biatlon (3)        | 0                | 0                | 0                | 0                | 0                | 0                | 0             | 1                | 4                | 5                |
| Bob (1)            | 0                | 0                | 0                | 0                | 0                | 0                | 0             | 4                | 0                | 4                |
| Gyorskorcsolya (6) | 0                | 0                | 0                | 0                | 0                | 0                | 0             | 1                | 1                | 2                |
| Műkorcsolya (2)    | 0                | 0                | 0                | 0                | 0                | 0                | 0             | 1                | 1                | 2                |
| Sífutás (1)        | 0                | 0                | 0                | 0                | 0                | 0                | 0             | 1                | 0                | 1                |
|                    |                  |                  |                  |                  |                  |                  |               |                  |                  |                  |
| Összesen           | 0                | 0                | 0                | 0                | 0                | 0                | 0             | 8                | 9                | 17               |

## ABC-rendi bontás
A következő táblázat ABC-rendben sorolja fel azokat a magyarországi sportolókat, akik az olimpián részt vettek. Lásd még: sportágankénti ill. szakágankénti bontás.
| Ábécé szerinti tartalomjegyzék                                                                           |
| --- |
| A, Á B C Cs D Dz Dzs E, É F G Gy H I, Í J K L Ly M N Ny O, Ó Ö, Ő P Q R S Sz T Ty U, Ú Ü, Ű V W X Y Z Zs |

| Sportoló | Sportág, szakág | Versenyszám | Helyezés (elért eredmény) |

## B
| Baló Zsolt       | gyorskorcsolya | férfi 500 m                   | 37. hely (1:16,56 – 38,48 és 38,08) |
| Baló Zsolt       | gyorskorcsolya | férfi 1000 m                  | 42. hely (1:15,87)                  |
| Baló Zsolt       | gyorskorcsolya | férfi 1500 m                  | 42. hely (1:55,52)                  |
| Barsi Kinga      | alpesisí       | női műlesiklás                | az 1. futamban kiesett              |
| Bekecs Zsuzsanna | biatlon        | női 7,5 km-es sprint          | 64. hely (29:50,3 – 6 lövőhiba)     |
| Bozsik Anna      | biatlon        | női 15 km-es egyéni indításos | 57. hely (1:05:41,1 – 6 lövőhiba)   |

## D
| Dira Bernadett  | biatlon        | női 7,5 km-es sprint | 63. hely (28:48,9 – 5 lövőhiba)     |
| Egyed Krisztina | gyorskorcsolya | női 500 m            | 32. hely (1:22,61 – 41,20 és 41,41) |
| Egyed Krisztina | gyorskorcsolya | női 1000 m           | 23. hely (1:21,23)                  |
| Egyed Krisztina | gyorskorcsolya | női 1500 m           | 27. hely (2:05,79)                  |

## F
| Frankl Nicholas | bob | férfi négyes | 24. hely (2:44,92) |

## K
| Kovács Mónika | alpesisí | női alpesi összetett       | 21. hely (3:06,31 – 1:37,35 és 1:28,96) |
| Kovács Mónika | alpesisí | női lesiklás               | kizárták                                |
| Kovács Mónika | alpesisí | női óriás-műlesiklás       | 32. hely (3:15,56 – 1:30,73 és 1:44,83) |
| Kovács Mónika | alpesisí | női szuperóriás-műlesiklás | 40. hely (1:24,77)                      |

## L
| Labancz Marika          | alpesisí | női műlesiklás        | az 1. futamban kiesett |
| Latrompette Yann Balázs | sífutás  | férfi 10 km-es sprint | 89. hely (35:30,9)     |

## P
| Pallai Péter    | bob     | férfi négyes          | 24. hely (2:44,92) |
| Panyik János    | biatlon | férfi 10 km-es sprint | 63. hely (31:50,0) |
| Pintér Bertalan | bob     | férfi négyes          | 24. hely (2:44,92) |

## S
| Sebestyén Júlia | műkorcsolya | női egyéni | 15. hely (24,5) |

## Sz
| Szemcsák Éva | biatlon | női 15 km-es egyéni indításos | 58. hely (1:05:51,8 – 5 lövőhiba) |

## V
| Vidrai Szabolcs | műkorcsolya | férfi egyéni | 13. hely (19,00) |

## Zs
| Zsombor Zsolt | bob | férfi négyes | 24. hely (2:44,92) |

## Sportágankénti ill. szakágankénti bontás
A következő táblázat sportáganként sorolja fel azokat a magyarországi sportolókat, akik az olimpián részt vettek. Lásd még: ABC-rendi bontás.
| Alpesisí | Biatlon | Bob | Gyorskorcsolya | Műkorcsolya | Sífutás |

| Versenyszám | Sportoló | Helyezés (elért eredmény) |

## Alpesisí
| női alpesi összetett       | Kovács Mónika  | 21. hely (3:06,31 – 1:37,35 és 1:28,96) |
| női lesiklás               | Kovács Mónika  | kizárták                                |
| női műlesiklás             | Barsi Kinga    | az 1. futamban kiesett                  |
| női műlesiklás             | Labancz Marika | az 1. futamban kiesett                  |
| női óriás-műlesiklás       | Kovács Mónika  | 32. hely (3:15,56 – 1:30,73 és 1:44,83) |
| női szuperóriás-műlesiklás | Kovács Mónika  | 40. hely (1:24,77)                      |

## Biatlon
| férfi 10 km-es sprint         | Panyik János     | 63. hely (31:50,0)                |
| női 7,5 km-es sprint          | Bekecs Zsuzsanna | 64. hely (29:50,3 – 6 lövőhiba)   |
| női 7,5 km-es sprint          | Dira Bernadett   | 63. hely (28:48,9 – 5 lövőhiba)   |
| női 15 km-es egyéni indításos | Bozsik Anna      | 57. hely (1:05:41,1 – 6 lövőhiba) |
| női 15 km-es egyéni indításos | Szemcsák Éva     | 58. hely (1:05:51,8 – 5 lövőhiba) |

## Bob
| férfi négyes | Frankl Nicholas | 24. hely (2:44,92) |
| férfi négyes | Pallai Péter    | 24. hely (2:44,92) |
| férfi négyes | Pintér Bertalan | 24. hely (2:44,92) |
| férfi négyes | Zsombor Zsolt   | 24. hely (2:44,92) |

## Gyorskorcsolya
| férfi 500 m  | Baló Zsolt      | 37. hely (1:16,56 – 38,48 és 38,08) |
| férfi 1000 m | Baló Zsolt      | 42. hely (1:15,87)                  |
| férfi 1500 m | Baló Zsolt      | 42. hely (1:55,52)                  |
| női 500 m    | Egyed Krisztina | 32. hely (1:22,61 – 41,20 és 41,41) |
| női 1000 m   | Egyed Krisztina | 23. hely (1:21,23)                  |
| női 1500 m   | Egyed Krisztina | 27. hely (2:05,79)                  |

## Műkorcsolya
| férfi egyéni | Vidrai Szabolcs | 13. hely (19,00) |
| női egyéni   | Sebestyén Júlia | 15. hely (24,5)  |

## Sífutás
| férfi 10 km-es sprint | Latrompette Yann Balázs | 89. hely (35:30,9) |